# Australischer Lungenfisch

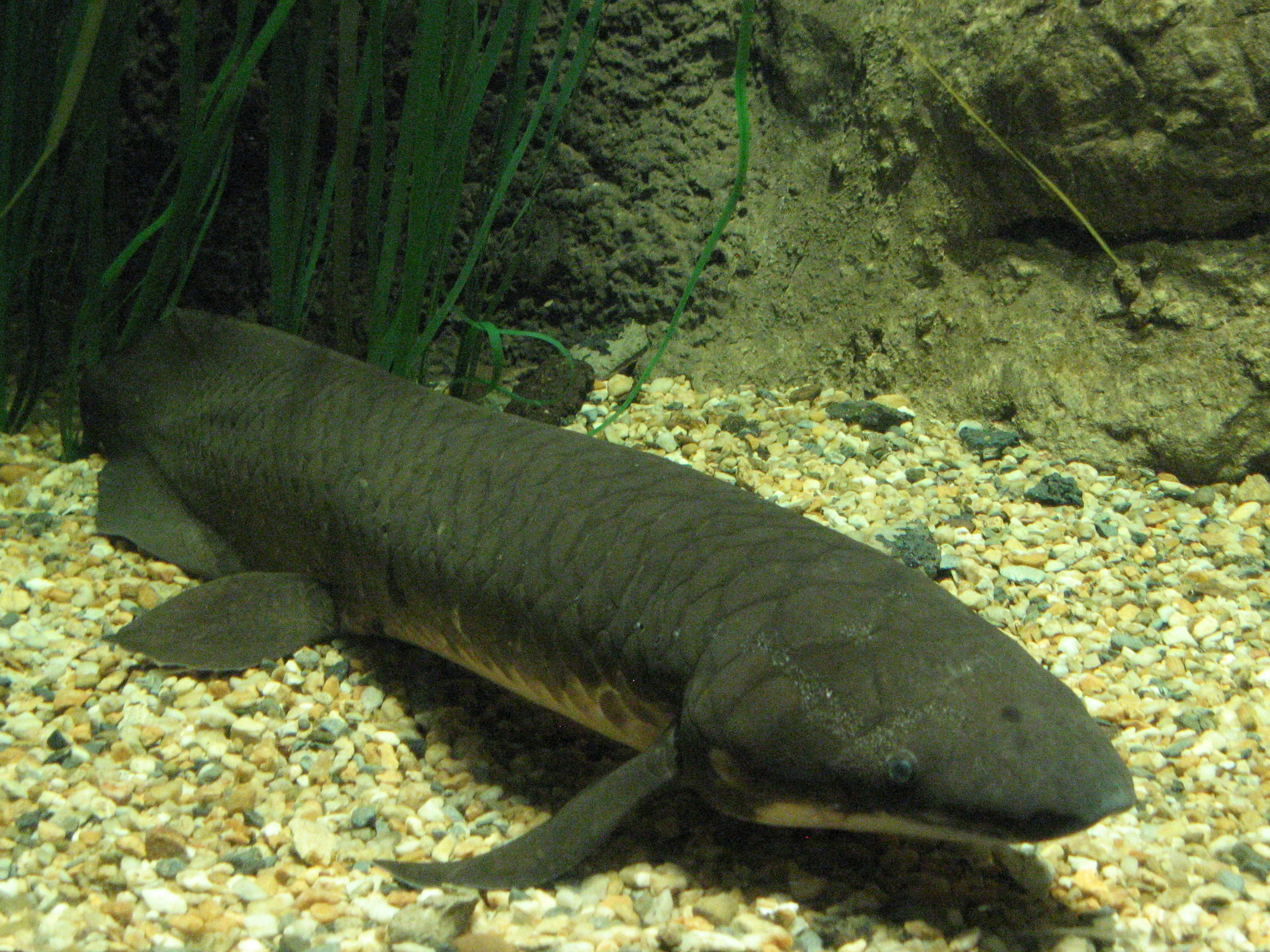
Australischer Lungenfisch im National Zoo & Aquarium in Canberra

Der Australische Lungenfisch (Neoceratodus forsteri), auch Djelleh, Barramunda, Burnett Salmon oder Queensland-Lungenfisch genannt, ist der einzige australische Vertreter der nur sechs rezente Arten umfassenden Klasse der Lungenfische. Er gilt als ursprünglichste Art aller heute vorkommenden Lungenfische. Die Lungenfische sind in der Fossilgeschichte aus der Zeit von vor 400 bis rund 230 Millionen Jahren mit einem großen Artenreichtum gut bekannt. Daher werden die Arten der drei rezenten Gattungen auch als lebende Fossilien bezeichnet. Der australische Lungenfisch wurde erst im Jahre 1870 entdeckt.

## Vorkommen
Der Australische Lungenfisch kam ursprünglich nur in den Burnett und Mary River Flusssystemen im südöstlichen Queensland, Australien vor. Er wurde jedoch später erfolgreich in mehreren benachbarten Flüssen angesiedelt, wie im Brisbane, Albert, Coomera und Stanley River und dem Enoggera Reservoir.
Dieser Lungenfisch lebt, im Gegensatz zu anderen Arten, in nicht völlig austrocknenden, langsam fließenden und stehenden Gewässern. Hier hilft ihm seine Lunge, die beim teilweisen Verdunsten des Wassers entstehenden sauerstoffarmen Bedingungen zu überleben. Bei gesteigerter Aktivität oder in Trockenzeiten, wenn die Sauerstoffversorgung über die Kiemen nicht mehr ausreicht, steigt er zweimal pro Stunde an die Oberfläche, um zu atmen. Das Geräusch beim Ausatmen erinnert an einen kleinen Blasebalg.

## Beschreibung
Der oberseits braunolive, unterseits helle Fisch mit dem länglich-stämmigen Körper wird meist bis 90 cm, gelegentlich auch 1,75 m lang und bis 43 kg schwer. Im abgeflachten Kopf sitzen kleine Augen. Er hat muskulöse Brust- und Bauchflossenarme, mit denen er sich langsam über den Schlamm auf dem Gewässergrund bewegen kann. Der Ansatz der Rückenflosse liegt in der Mitte des Rückens; sie ist saumartig mit den Schwanz- und Afterflossen verwachsen. Er hat im Gegensatz zu den südamerikanischen und afrikanischen Lungenfischen sehr große, knochige Schuppen.
Wie alle Lungenfische kann der Australische Lungenfisch außer mit Kiemen auch mit einer Lunge atmen. Die Trennung des Blutkreislaufes in einen pulmonalen und einen Körperkreislauf ist bei dieser Art in weit höherem Maße erfolgt als bei anderen Lungenfischen. Anders als die Arten der Lepidosireniformes, welche eine zweigeteilte Lunge ausbilden, entwickelt er nur eine einzige. Wie bei den anderen Arten der Lungenfische ist auch diese mit einem aufwendigen System von Scheidewänden in kleine atmungsaktive Kammern aufgeteilt. Außer zur Atmung dient bei dieser Art die Einzellunge aber zusätzlich zur Auftriebserzeugung. Entsprechend besitzt die Lunge der australischen Lungenfische auch keine so große Effizienz bei der Sauerstoffaufnahme, und als fakultativer Luftatmer bewohnt er Lebensräume mit einer viel geringeren Notwendigkeit zur Luftatmung als die obligaten Luftatmer der afrikanischen und südamerikanischen Lungenfische. Damit hat diese Art einen kleinen Schritt in Richtung eines regelbaren Auftriebsorgans getan.

## Lebendes Fossil
Fossilien der Zahnplatten eines Lungenfisches, die von denen des rezenten Neoceratodus nicht unterscheidbar sind, sind in Sedimenten der Unterkreide im Norden von New South Wales ausgegraben worden.  Diese Art hat also für mehr als 100 Millionen Jahre praktisch unverändert überlebt und ist damit vermutlich die älteste heute lebende Wirbeltier-Art. Die Gattung Neoceratodes ist nach den vorliegenden Daten Schwestergruppe zu einer gemeinsamen Klade aus dem afrikanischen Protopterus und der südamerikanischen Lepidosiren, damit kann das Alter der Stammlinie mindestens 110 Millionen, wahrscheinlich aber (unter Berücksichtigung fossiler Taxa) sogar 250 Millionen Jahre, an den Beginn der Trias zurückverfolgt werden.
Im Januar 2021 wurde erstmals die DNA-Sequenzierung des vollständigen Erbguts von Neoceratodus forsteri veröffentlicht. Demnach besitzt der australische Lungenfisch mit mehr als 43 Milliarden Basenpaaren (dies entspricht in etwa der 15-fachen Menge der Basenpaare in der menschlichen DNA) das bisher zweitgrößte nachgewiesene Genom der gesamten Tierwelt. Zudem wurde gezeigt, dass Lungenfisch und Mensch einige weitgehend „baugleiche“ Gene besitzen, die zum Beispiel die Embryonalentwicklung der Lunge steuern; die Lungen des Menschen und der anderen Landwirbeltiere können daher der Studie zufolge entwicklungsgeschichtlich auf eine gemeinsame Herkunft von den Lungenfischen zurückgeführt werden.

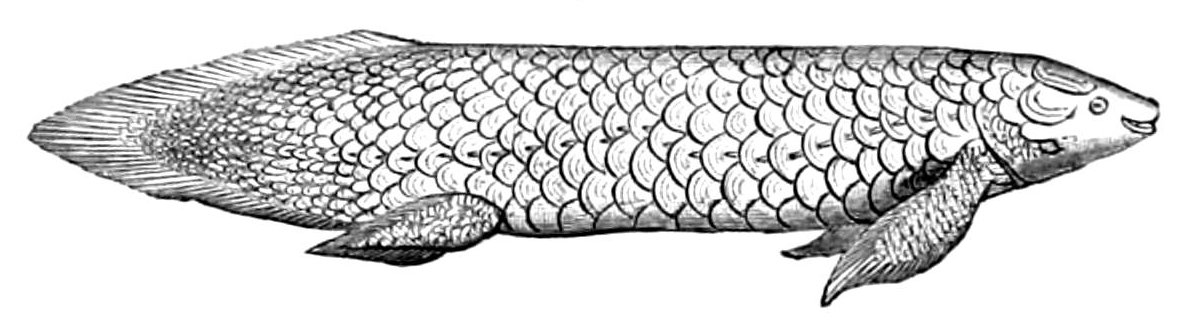
Holzschnitt von 1898, British Museum
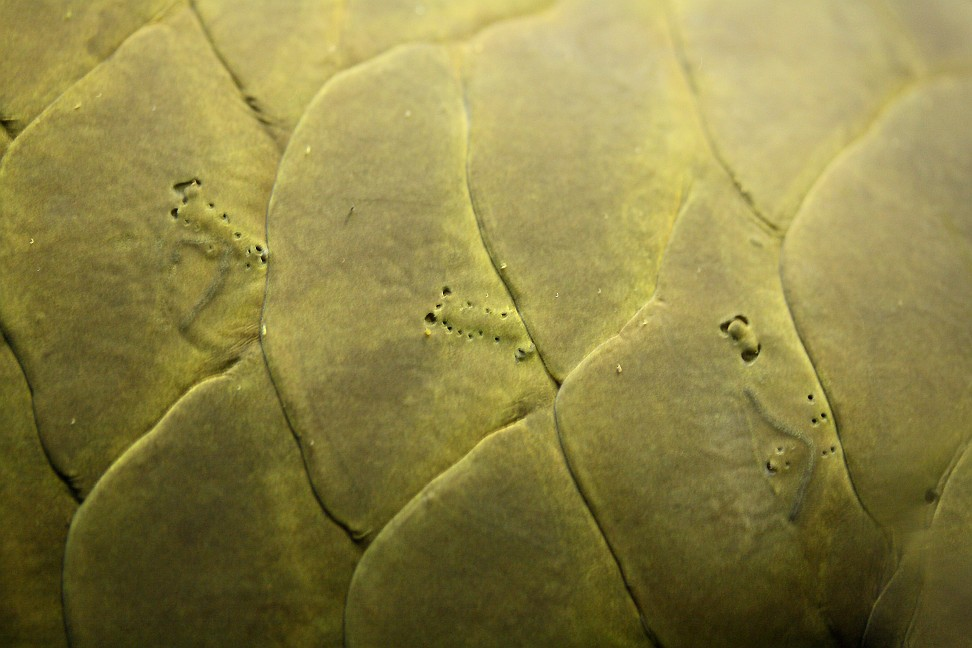
Schuppen in Höhe der Seitenlinie
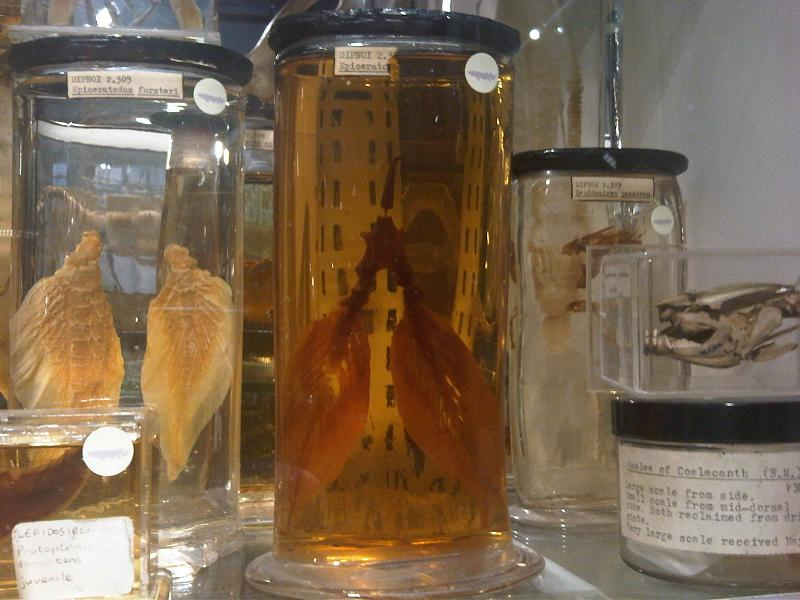
Konservierter Beckengürtel mit Bauchflossen

## Ernährung
Der Fisch ist überwiegend nachtaktiv und ernährt sich von Fröschen, Kaulquappen, Fischen, Wirbellosen und Wasserpflanzen. Er kann mit Hilfe seiner Zahnplatten in beiden Kiefern auch harte Muscheln und Schnecken knacken.

## Parasiten
Amblyonema terdentatum ist ein nur beim Australischen Lungenfisch vorkommender Spulwurm.

## Vermehrung
Laichzeit ist in Fließgewässern von August bis Dezember vor den sommerlichen Regenfällen, wenn die Wassertemperaturen über 20 °C steigen. Nach ausführlichem Balzverhalten wird paarweise zwischen Wasserpflanzen abgelaicht. Der Laich besteht aus gallertigen Klumpen mit großen Eiern und ähnelt Froschlaich. Die nach 3 bis 4 Wochen schlüpfenden Jungfische erinnern an Kaulquappen und atmen nur über Kiemen. Die Jungfische liegen oft seitlich auf dem Grund. Unter optimalen Bedingungen können sie 25 cm Länge im ersten halben Jahr erreichen, normalerweise sind sie aber deutlich kleiner.

## Nutzung

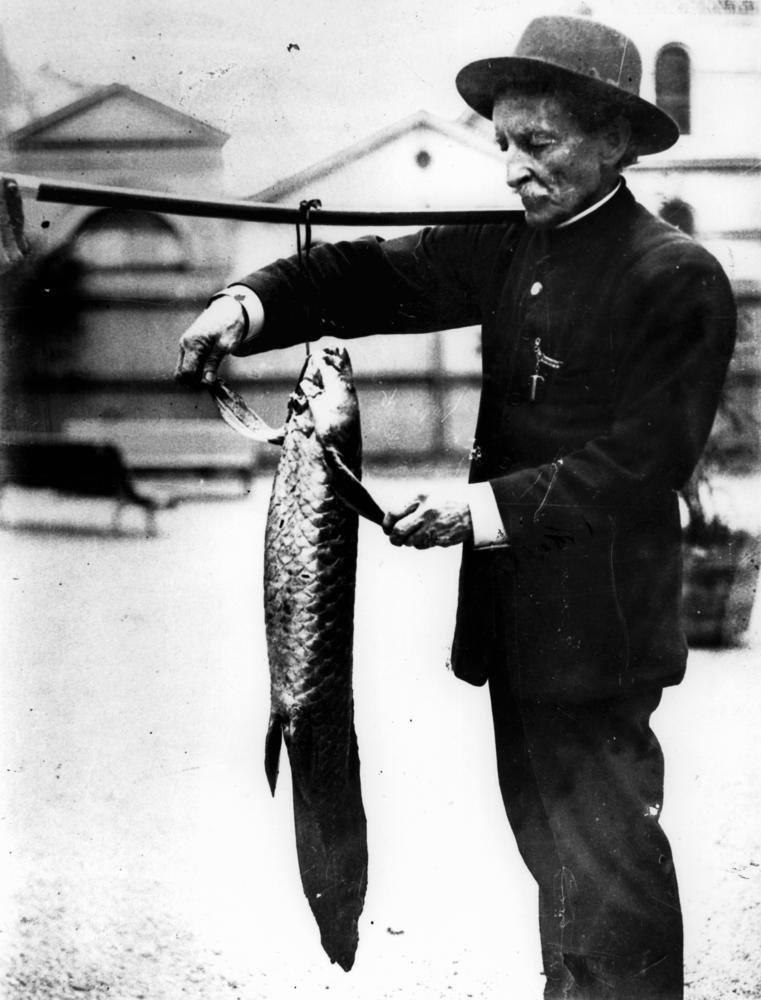
Zurschaustellung eines gefangenen Exemplars (ca. 1905)

Der Fisch war ein beliebter Speisefisch, steht heute aber unter Naturschutz.

## Bedrohung
Obwohl die Art aufgrund des heutigen Verbreitungsgebietes nicht akut gefährdet erscheint, ist sie streng geschützt.
Mit Dekret vom 6. Mai 2006 beschloss die Regierung des australischen Bundesstaates Queensland, einen Staudamm am Mary River zu errichten. Durch diesen Damm wären bedeutende Laichplätze der Spezies zerstört worden und die verbliebene Population gefährdet worden. Ende 2009 wurde das Projekt aufgrund solcher Überlegungen aufgegeben.

## Einzelbelege
1. ↑  Warren W. Burggren, Kjell Johansen: Circulation and respiration in lungfishes (Dipnoi). In: Journal of Morphology, Band 190, Nr. S1, 1986, S. 217–236.
2. ↑  A. Kemp and R. E. Molnar (1981): Neoceratodus forsteri from the Lower Cretaceous of New South Wales, Australia.  Journal of Paleontology 55 (1): 211-217.
3. ↑  Amy R.Tims, Peter J. Unmack, Simon Y. W. Ho: A fossil-calibrated time-tree of all Australian freshwater fishes. Molecular Phylogenetics and Evolution, 20 April 2021, 107180, doi: 10.1016/j.ympev.2021.107180. S. 3.
4. ↑  Lionel Cavin and Anne Kemp (2011): The impact of fossils on the Evolutionary Distinctiveness and conservation status of the Australian lungfish. Biological Conservation 144: 3140–3142. doi:10.1016/j.biocon.2011.08.014
5. ↑  heise online: DNA des Lungenfischs entschlüsselt: 30 Mal so groß wie menschliches Genom. 15. August 2024, abgerufen am 16. August 2024.
6. ↑  Axel Meyer et al.: Giant lungfish genome elucidates the conquest of land by vertebrates. In: Nature. Online-Veröffentlichung vom 18. Januar 2021, doi:10.1038/s41586-021-03198-8. 
Was das Genom des Lungenfischs über die Landeroberung der Wirbeltiere verrät. Auf: idw-online.de vom 18. Januar 2021.
7. ↑  Alain Chabaud: Redescription d'Amblyonema terdentatum Linstow 1898, nematode parasite du dipneuste australien Neoceratodus. In: Bulletin de la société zoologique de france Band 84, 1959, S. 188–194.